# Tmesipteris norfolkensis
Tmesipteris norfolkensis är en kärlväxtart som beskrevs av Peter Shaw Green. Tmesipteris norfolkensis ingår i släktet Tmesipteris och familjen Psilotaceae. Inga underarter finns listade i Catalogue of Life.